# Biagio Antonacci

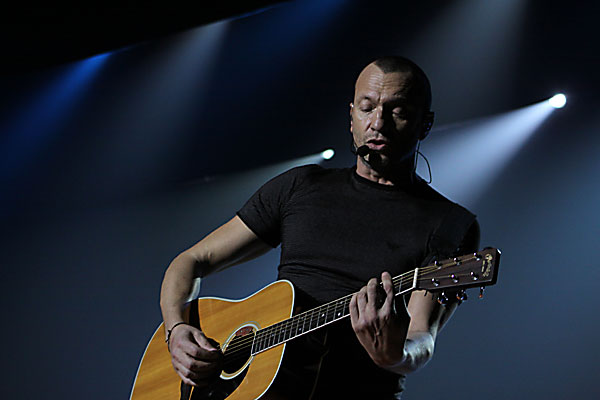
Biagio Antonacci (2009)

Biagio Antonacci (* 9. November 1963 in Mailand) ist ein italienischer Sänger und Cantautore. Während er zu Beginn seiner Karriere Ende der 1980er-Jahre noch wenig Aufmerksamkeit erhielt, konnte Antonacci nach der Jahrtausendwende sechs Studioalben in Folge an die Spitze der italienischen Charts bringen.

## Karriere
Antonacci wuchs am Rand von Mailand in Rozzano auf und war früh musikalisch tätig, zunächst als Schlagzeuger und Gitarrist, dann auch als Songwriter. Er besuchte eine Geometerschule. Nach seinem Militärdienst bei den Carabinieri in Garlasco und einigen Erfahrungen in der Mailänder Musikszene trat er 1988 mit Voglio vivere in un attimo in der Newcomer-Kategorie des Sanremo-Festivals an. Trotz des mangelnden Erfolgs erhielt er 1989 seinen ersten Plattenvertrag. Er debütierte mit dem Album Sono cose che capitano, das zwar relativ erfolglos blieb, jedoch die Single Fiore enthielt, die Antonacci im Radio zu erster Bekanntheit verhalf. 1991 folgte das Album Adagio Biagio.
Der Durchbruch gelang Antonacci 1992 mit dem Album Liberatemi, dessen Titelsong ein kleinerer Sommerhit wurde. Auf dieser Popularitätswelle nahm der Sänger 1993 am Sanremo-Festival mit Non so più a chi credere teil. Das folgende selbstbetitelte Album konnte 1994 den Erfolg des Vorgängers noch einmal übertreffen. Il mucchio von 1996 wurde erstmals von Antonacci selbst (zusammen mit Fabio Coppini) produziert, Mi fai stare bene von 1998 erschien schließlich gänzlich in Eigenproduktion. 1999 nahm Antonacci mit Viktor Lazlo das Lied Message (Cover von Se è vero che ci sei) auf, das in den wallonischen Charts den siebten Platz erreichte; es fand 2002 Eingang in Lazlos Album Amour(s), das mehrere französische Coverversionen von Antonaccis Liedern enthielt.
Das neue Jahrtausend begann Antonacci mit der Kompilation Tra le mie canzoni. Am Tag seines 38. Geburtstags veröffentlichte er schließlich das nächste Studioalbum 9/Nov./2001. Zwischen 2004 und 2005 erschien das zweigeteilte Album Convivendo. 2007 nahm Antonacci das Album Vicky Love bei sich zuhause in Bologna auf, außerdem gab er ein Konzert im Mailänder Stadion San Siro, aus dem eine Live-DVD hervorging. Nach zwei Kompilationen folgte das nächste Studioalbum Inaspettata 2010; den Titelsong nahm Antonacci zusammen mit Leona Lewis auf, außerdem arbeitete er für die Single Ubbidirò mit der Rapgruppe Club Dogo zusammen. Das Livealbum Colosseo von 2011 ging aus einem Benefizkonzert des Sängers im römischen Kolosseum hervor.
Die Single Non vivo più senza te aus dem Album Sapessi dire no brachte Antonacci 2012 einen Sommerhit ein, auch die übrigen Singles waren erfolgreich. Schon 2014 legte er das Album L’amore comporta nach und im Jahr darauf erschien das umfangreiche Best Of Biagio. Außerdem trat er als Gaststar beim Sanremo-Festival 2015 auf.

## Privatleben
Aus der neunjährigen Ehe mit Marianna Morandi, der Tochter Gianni Morandis, gingen zwei Söhne hervor: Paolo (* 1995) und Giovanni (* 2001). Zusammen mit Paola Cardinale hat er einen weiteren Sohn, Carlo (* 2021).

## Diskografie

### Studioalben
- 1989: Sono cose che capitano
- 1991: Adagio Biagio

| Jahr | Titel                               | Höchstplatzierung, Gesamtwochen, AuszeichnungChartplatzierungen (Jahr, Titel, Platzierungen, Wochen, Auszeichnungen, Anmerkungen) | Höchstplatzierung, Gesamtwochen, AuszeichnungChartplatzierungen (Jahr, Titel, Platzierungen, Wochen, Auszeichnungen, Anmerkungen) | Anmerkungen                                                |
| Jahr | Titel                               | IT | CH | Anmerkungen                                                |
| ---- | ----------------------------------- | --- | --- | ---------------------------------------------------------- |
| 1992 | Liberatemi                          | IT24 (2 Wo.)IT | — |                                                            |
| 1994 | Biagio Antonacci                    | IT7 (25 Wo.)IT | — | 1995 Platz 28 (4 Wochen) in den FIMI-Charts                |
| 1996 | Il mucchio                          | IT3 (29 Wo.)IT | — |                                                            |
| 1998 | Mi fai stare bene                   | IT1 Gold (2025) · (71 Wo.)IT | CH44 (2 Wo.)CH | Erstveröffentlichung: 25. Mai 1998                         |
| 2000 | Mi fai stare bene (Limited Edition) | IT45 (2 Wo.)IT | — |                                                            |
| 2001 | 9/nov./2001                         | IT2 (54 Wo.)IT | CH48 (14 Wo.)CH | Erstveröffentlichung: 9. November 2001                     |
| 2004 | Convivendo I                        | IT1 (96 Wo.)IT | CH50 (8 Wo.)CH | Erstveröffentlichung: 19. März 2004                        |
| 2005 | Convivendo II                       | IT1 (70 Wo.)IT | CH38 (7 Wo.)CH | Erstveröffentlichung: 4. Februar 2005                      |
| 2007 | Vicky Love                          | IT1 (75 Wo.)IT | CH49 (5 Wo.)CH | Erstveröffentlichung: 16. März 2007                        |
| 2010 | Inaspettata                         | IT1 ×3Dreifachplatin · (82 Wo.)IT                                                                                                 | CH33 (7 Wo.)CH | Erstveröffentlichung: 13. April 2010 Verkäufe: + 180.000   |
| 2012 | Sapessi dire no                     | IT1 ×2Doppelplatin · (71 Wo.)IT                                                                                                   | CH55 (7 Wo.)CH | Erstveröffentlichung: 17. April 2012 Verkäufe: + 120.000   |
| 2014 | L’amore comporta                    | IT1 ×2Doppelplatin · (64 Wo.)IT                                                                                                   | CH32 (7 Wo.)CH | Erstveröffentlichung: 8. April 2014 Verkäufe: + 100.000    |
| 2017 | Dediche e manie                     | IT2 Platin · (36 Wo.)IT | CH30 (2 Wo.)CH | Erstveröffentlichung: 10. November 2017 Verkäufe: + 50.000 |
| 2019 | Chiaramente visibili dallo spazio   | IT3 Gold · (12 Wo.)IT | CH57 (1 Wo.)CH | Erstveröffentlichung: 29. November 2019 Verkäufe: + 25.000 |
| 2024 | L’inizio                            | IT3 (5 Wo.)IT | — | Erstveröffentlichung: 12. Januar 2024                      |

### Livealben
| Jahr | Titel    | Höchstplatzierung, Gesamtwochen, AuszeichnungChartplatzierungen (Jahr, Titel, Platzierungen, Wochen, Auszeichnungen, Anmerkungen) | Höchstplatzierung, Gesamtwochen, AuszeichnungChartplatzierungen (Jahr, Titel, Platzierungen, Wochen, Auszeichnungen, Anmerkungen) | Anmerkungen                                               |
| Jahr | Titel    | IT | CH | Anmerkungen                                               |
| ---- | -------- | --- | --- | --------------------------------------------------------- |
| 2011 | Colosseo | IT4 Platin · (37 Wo.)IT | — | Erstveröffentlichung: 25. Oktober 2011 Verkäufe: + 50.000 |

Weitere Livealben
- 2014: Palco Antonacci San Siro 2014 – L’amore comporta

### Kompilationen
| Jahr | Titel                              | Höchstplatzierung, Gesamtwochen, AuszeichnungChartplatzierungen (Jahr, Titel, Platzierungen, Wochen, Auszeichnungen, Anmerkungen) | Höchstplatzierung, Gesamtwochen, AuszeichnungChartplatzierungen (Jahr, Titel, Platzierungen, Wochen, Auszeichnungen, Anmerkungen) | Anmerkungen                                                 |
| Jahr | Titel                              | IT | CH | Anmerkungen                                                 |
| ---- | ---------------------------------- | --- | --- | ----------------------------------------------------------- |
| 1993 | Non so più a chi credere           | IT14 (13 Wo.)IT | — |                                                             |
| 2000 | Tra le mie canzoni                 | IT4 Gold (2013) · (155 Wo.)IT | CH57 (15 Wo.)CH | Verkäufe: + 30.000                                          |
| 2005 | Convivendo                         | IT17 (17 Wo.)IT | — |                                                             |
| 2008 | Best of Biagio Antonacci 1989-2000 | IT3 Gold (2014) · (52 Wo.)IT | CH70 (4 Wo.)CH | Verkäufe: + 25.000                                          |
| 2008 | Best of Biagio Antonacci 2001-2007 | IT6 (21 Wo.)IT | — | Erstveröffentlichung: 23. Mai 2008                          |
| 2008 | Best of Biagio Antonacci 1989-2007 | IT31 (2 Wo.)IT | — |                                                             |
| 2008 | Il cielo ha una porta sola         | IT1 Platin (2009) · (66 Wo.)IT | CH69 (2 Wo.)CH | Verkäufe: + 70.000                                          |
| 2010 | The Universal Music Collection     | IT88 (1 Wo.)IT | — | 6-CD-Set                                                    |
| 2010 | Canzoni d’amore                    | IT27 (16 Wo.)IT | — | Erstveröffentlichung: 9. November 2010                      |
| 2014 | The Platinum Collection            | IT46 (5 Wo.)IT | — | Erstveröffentlichung: 1. April 2014                         |
| 2015 | Biagio                             | IT4 ×2Doppelplatin · (62 Wo.)IT                                                                                                   | CH50 (2 Wo.)CH | Erstveröffentlichung: 27. November 2015 Verkäufe: + 100.000 |

### Singles
| Jahr | Titel Album                                | Höchstplatzierung, Gesamtwochen, AuszeichnungChartsChartplatzierungen (Jahr, Titel, Album, Platzierungen, Wochen, Auszeichnungen, Anmerkungen) | Anmerkungen                                                              |
| Jahr | Titel Album                                | IT | Anmerkungen                                                              |
| --- | ------------------------------------------ | --- | ------------------------------------------------------------------------ |
| 1993 | Non so più a chi credere                   | IT21 (3 Wo.)IT |                                                                          |
| 1996 | Se è vero che ci sei Il mucchio            | IT93 (1 Wo.)IT | Charteinstieg erst 2011                                                  |
| 1999 | Iris (tra le tue poesie) Mi fai stare bene | IT— ×2Doppelplatin (2024)IT | Platz 21 (4 Wochen) in den M&D-Charts Verkäufe: + 200.000                |
| 2007 | Lascia stare Vicky Love                    | IT10 (17 Wo.)IT | Erstveröffentlichung: 23. Februar 2007                                   |
| 2007 | Sognami Vicky Love                         | IT36 Platin (2024) · (5 Wo.)IT | Erstveröffentlichung: 25. Mai 2007 Verkäufe: + 100.000; feat. Dafnè Lupi |
| 2008 | Il cielo ha una porta sola                 | IT4 (14 Wo.)IT | Erstveröffentlichung: 10. Oktober 2008                                   |
| 2010 | Se fosse per sempre Inaspettata            | IT4 Platin · (25 Wo.)IT | Erstveröffentlichung: 19. März 2010 Verkäufe: + 30.000                   |
| 2010 | Chiedimi scusa Inaspettata                 | IT27 (6 Wo.)IT | Erstveröffentlichung: 14. September 2010                                 |
| 2010 | Buongiorno bell’anima Inaspettata          | IT21 Gold · (18 Wo.)IT | Erstveröffentlichung: 14. Dezember 2010 Verkäufe: + 15.000               |
| 2011 | Ubbidirò Inaspettata                       | IT58 (5 Wo.)IT | Erstveröffentlichung: 25. März 2011 feat. Club Dogo                      |
| 2012 | Ti dedico tutto Sapessi dire no            | IT8 Platin · (23 Wo.)IT | Erstveröffentlichung: 9. März 2012 Verkäufe: + 30.000                    |
| 2012 | Non vivo più senza te Sapessi dire no      | IT6 ×2Doppelplatin · (32 Wo.)IT | Erstveröffentlichung: 25. Mai 2012 Verkäufe: + 60.000                    |
| 2012 | Insieme finire Sapessi dire no             | IT39 (11 Wo.)IT | Erstveröffentlichung: 14. September 2012                                 |
| 2013 | Dimenticarti è poco Sapessi dire no        | IT34 (2 Wo.)IT | Erstveröffentlichung: 25. Januar 2013                                    |
| 2014 | Ti penso raramente L’amore comporta        | IT13 Platin · (29 Wo.)IT | Erstveröffentlichung: 28. Februar 2014 Verkäufe: + 30.000                |
| 2014 | Dolore e forza L’amore comporta            | IT20 Gold · (15 Wo.)IT | Erstveröffentlichung: 23. Mai 2014 Verkäufe: + 15.000                    |
| 2015 | Ci stai Biagio                             | IT27 (2 Wo.)IT | Erstveröffentlichung: 23. Oktober 2015                                   |
| 2017 | In mezzo al mondo Dediche e manie          | IT73 (1 Wo.)IT | Erstveröffentlichung: 29. September 2017                                 |
| 2019 | In questa nostra casa nuova –              | IT41 (1 Wo.)IT | Erstveröffentlichung: 22. März 2019 mit Laura Pausini                    |
| Folgende Lieder erschienen nicht als Single, wurden aber durch das Album zum Download und Streaming bereitgestellt und konnten somit eine Platzierung erlangen: |                                            | |                                                                          |
| |                                            | |                                                                          |
| 2010 | È già Natale Inaspettata                   | IT96 (1 Wo.)IT |                                                                          |
| 2012 | Con infinito onore Sapessi dire no         | IT33 (1 Wo.)IT |                                                                          |
| 2012 | Qui Sapessi dire no                        | IT47 (2 Wo.)IT |                                                                          |

Weitere Singles
- 1988: Voglio vivere in un attimo / Fiore
- 1988: Fiore / Le mie donne
- 1989: Ti prenderò ballando / Ci vediamo venerdì
- 1990: Se ti vedesse mamma / Buonanotte
- 1991: Baciami stupido / Però ti amo
- 1991: Se tu fossi come… / Orchidea
- 1992: Liberatemi / Assomigliami
- 1994: Non è mai stato subito
- 1994: Se io, se lei
- 1995: Lavorerò
- 1996: Così presto no
- 1996: Non parli mai
- 1996: Dove il cielo è più sereno
- 1998: Quanto tempo e ancora (IT [2018]: Gold [25.000+])[4]
- 1998: Mi fai stare bene
- 2000: Ti ricordi perché
- 2001: Ritorno ad amare
- 2001: Angela
- 2001: Che differenza c’è
- 2001: Solo due parole
- 2004: Non ci facciamo compagnia
- 2004: Convivendo
- 2004: Mio padre è un re
- 2005: Sappi amore mio
- 2005: Pazzo di lei (IT [2023]: Gold [50.000+])[4]
- 2005: Immagina
- 2007: L’impossibile
- 2008: Aprila
- 2008: Tra te e il mare (Rolling Version)
- 2010: Inaspettata (Unexpected) (feat. Leona Lewis)
- 2012: L’evento
- 2014: Tu sei bella
- 2014: Ho la musica nel cuore
- 2015: L’amore comporta
- 2016: Cortocircuito

### Gastbeiträge
| Jahr | Titel Album                                | Höchstplatzierung, Gesamtwochen, AuszeichnungChartsChartplatzierungen (Jahr, Titel, Album, Platzierungen, Wochen, Auszeichnungen, Anmerkungen) | Anmerkungen                                                                                      |
| Jahr | Titel Album                                | IT | Anmerkungen                                                                                      |
| ---- | ------------------------------------------ | --- | ------------------------------------------------------------------------------------------------ |
| 2018 | Il coraggio di andare Fatti sentire ancora | IT51 Gold · (2 Wo.)IT | Erstveröffentlichung: 21. November 2018 Verkäufe: + 25.000; Laura Pausini feat. Biagio Antonacci |

### Videoalben
- 2000: Live in Palermo (Konzert am 10. Juli 1999)
- 2005: ConVivo (Konzert im April 2005 im Forum di Assago in Mailand)
- 2007: San Siro 07 (Konzert am 30. Juni 2007 im Giuseppe-Meazza-Stadion)
- 2009: Anima Intima anima rock (Konzert im Teatro Bonci in Cesena und im Forum di Assago in Mailand)
- 2011: Colosseo (Konzert im Kolosseum in Rom für die UNESCO)

## Belege
1. ↑  Il carabiniere con la chitarra. Arma dei Carabinieri, 1. November 2010, abgerufen am 15. Mai 2016 (italienisch).
2. ↑  Viktor Lazlo & Biagio Antonacci – Message. In: Ultratop.be. Ultratop & Hung Medien, abgerufen am 15. Mai 2016.
3. 1 2 3  Chartquellen (Alben):
  - M&D-Chartarchiv. Musica e dischi, archiviert vom Original (nicht mehr online verfügbar) am 18. Mai 2015; abgerufen am 15. Mai 2016 (italienisch, kostenpflichtiger Abonnement-Zugang; IT bis 1994).  Info: Der Archivlink wurde automatisch eingesetzt und noch nicht geprüft. Bitte prüfe Original- und Archivlink gemäß Anleitung und entferne dann diesen Hinweis.
  - Guido Racca & Chartitalia: Top 100 FIMI Album. Lulu, 2013, S. 69 (IT 1995–2012).
  - Alben von Biagio Antonacci. In: Italiancharts.com. Hung Medien, abgerufen am 15. Mai 2016 (IT seit 2000).
  - Alben von Biagio Antonacci. In: Hitparade.ch. Hung Medien, abgerufen am 15. Mai 2016 (CH).
4. 1 2 3 4 5 6 7 8 9 10 11 12 13 14 15 16 17 18 19 20 21  Suche im Auszeichnungsarchiv. FIMI, abgerufen am 23. Juni 2025 (italienisch).
5. 1 2  Chartquellen (Singles):
  - M&D-Chartarchiv. Musica e dischi, abgerufen am 20. Oktober 2017 (italienisch, kostenpflichtiger Abonnement-Zugang).
  - Guido Racca & Chartitalia: Top 100 FIMI Singoli. Lulu, 2013, S. 65.
  - Archivio classifiche Top Singoli. FIMI, abgerufen am 27. August 2024 (italienisch).

| Personendaten    | Personendaten        |
| ---------------- | -------------------- |
| NAME             | Antonacci, Biagio    |
| KURZBESCHREIBUNG | italienischer Sänger |
| GEBURTSDATUM     | 9. November 1963     |
| GEBURTSORT       | Mailand              |